# حيتان أولية
الحيتان الأولية (الاسم العلمي:†Protocetidae) هي فصيلة منقرضة من الثدييات تتبع رتبة مزدوجات الأصابع.

## التصنيف والأجناس
- الحوت الأولي
- الحوت المصري
- حوت الأم
- حوت مزدوج الأصابع
- الحوت المفرض
- حوت الغمّاس
- الحوت الهندي
- حوت خارودا
- حوت كسراني
- حوت رودو
- حوت تاكرا
- حوت ماكارا
- حوت بابيا
- حوت كارولينا
- حوت فجري
- حوت جورجيا
- حوت نتشيتوشيس